# ワイ・カーファイ
ワイ・カーファイ（韋家輝、Wai Ka-Fai、1962年9月21日—）は、香港の脚本家、映画監督。

## プロフィール
1981年に香港のTVBテレビ（無綫電視）へ。当初はテレビドラマの脚本を手がけていたが、その後、『義不容情』や『大時代』等をヒットさせるなど、プロデューサーとしても活躍。
1996年にジョニー・トーと銀河映像を設立し、本格的に映画界へ進出した。
映画作品では2人の共同監督作が有名だが、その他、単独監督、脚本作品も多数。近年では游乃海（ヤウ・ナイホイ）や歐健兒（オー・キンイー）との共同脚本が多く、『マッスルモンク』と『MAD探偵 7人の容疑者』の2作品で香港電影金像奨の最優秀脚本賞を受賞している。
2023年の第40回の香港電影金像奨では、最優秀監督賞と最優秀脚本賞を受賞。

## 長編映画作品

### 単独監督作品
『』内は邦題、太字は日本での劇場公開作品
- 1995年 『大陸英雄伝』（原題：和平飯店 Peace Hotel） （脚本も）（日本公開1995年）
- 1997年 （一個字頭的誕生 Too Many Ways To Be No. 1） （脚本も）（日本未公開）
- 2004年 『新世紀Mr.Boo! ホイさま カミさま ホトケさま』（原題：鬼馬狂想曲 Fantasia） （製作/脚本も）※劇場未公開/DVDのみ
- 2005年 （喜馬拉亞星 Himalaya Singh） （製作/脚本も）（日本未公開）
- 2006年 （最愛女人購物狂 The Shopaholics） （製作/脚本も）（日本未公開）
- 2009年 （再生號 Written By） （製作/脚本も）（日本未公開）
- 2022年 『神探大戦（中国語版）』 （原題：神探大戰 Detective vs Sleuths） （製作/脚本も）（日本公開2024年）

### 共同監督作品
※すべてジョニー・トー（杜琪峰）との共同製作/監督、太字は日本での劇場公開作品
| 年代 | 邦題                       | 原題/英題                            | 脚本（共同脚本者）                                    | 備考                        |
| 2000 | Needing You                | 孤男寡女 Needing You                 | 游乃海と共同                                          | 日本公開 2001年11月         |
| 2000 | （日本未公開）             | 辣手回春 Help!!!                     | 游乃海、黃勁輝と共同                                  |                             |
| 2000 | （日本未公開）             | 鍾無艷 Wu Yen                        | 游乃海、黃勁輝と共同                                  |                             |
| 2001 | フルタイム・キラー         | 全職殺手 Fulltime Killer             | ジョーイ・オブライアンと共同 （パン・ホーチョン原作） | 日本公開 2004年2月          |
| 2001 | ダイエット・ラブ           | 瘦身男女 Love on a Diet              | 游乃海と共同                                          | ※DVDのみ(2006年発売)        |
| 2002 | アンディ・ラウの麻雀大将   | 嚦咕嚦咕新年財 Fat Choi Spirit       | 欧健兒、游乃海と共同                                  | ※ビデオ/DVDのみ(2003年発売) |
| 2002 | （日本未公開）             | 我左眼見到鬼 My Left Eye Sees Ghosts | 欧健兒、游乃海と共同                                  |                             |
| 2003 | （日本未公開）             | 百年好合 Love For All Seasons        | 欧健兒、游乃海、葉天成と共同                          |                             |
| 2003 | ターンレフト・ターンライト | 向左走·向右走 Turn Left, Turn Right  | 欧健兒、游乃海、葉天成と共同                          | 日本公開 2004年10月         |
| 2003 | マッスルモンク             | 大隻佬 Running On Karma              | 欧健兒、游乃海、葉天成と共同                          | 日本公開 2004年10月         |
| 2007 | MAD探偵 7人の容疑者        | 神探 Mad Detective                   | 欧健兒と共同                                          | 日本公開 2011年2月          |

### 監督以外のおもな作品
太字は日本での劇場公開作品
| 年代 | 邦題                           | 原題/英題                             | 担当                                                    | 監督               | 備考                                                                         |
| 1997 | 獅子よ眠れ                     | 龍騰四海 Gun and Rose                 | 脚本                                                    | クラレンス・フォク | ※ビデオのみ (1995年発売)                                                     |
| 1997 | パラダイス!                    | 兩個只能活一個 The Odd One Dies       | 製作(ジョニー・トーと共同） 脚本                        | パトリック・ヤウ   | 日本公開 1998年                                                              |
| 1997 | （日本未公開）                 | 恐怖雞 Intruder                       | 製作(ジョニー・トーと共同） 脚本                        | ツァン・カンチョン |                                                                              |
| 1998 | ロンゲスト・ナイト             | 暗花 The Longest Nite                 | 製作(ジョニー・トー、陳志光と 共同）                    | パトリック・ヤウ   | 日本公開 1999年                                                              |
| 1998 | ヒーロー・ネバー・ダイ         | 眞心英雄 A Hero Never Dies            | 製作(ジョニー・トーと共同）                             | ジョニー・トー     | 日本公開 1999年                                                              |
| 1998 | デッドポイント〜黒社会捜査線〜 | 非常突然 Expect the Unexpected        | 製作(ジョニー・トーと共同）                             | ジョニー・トー     | ※DVDのみ (2005年発売)                                                        |
| 1999 | （日本未公開）                 | 再見阿郎 Were a Good Man Goes         | 製作(ジョニー・トーと共同） 原作                        | ジョニー・トー     |                                                                              |
| 2009 | 冷たい雨に撃て、約束の銃弾を   | 復仇 Vengeace                         | 製作(ジョニー・トーと共同） 脚本                        | ジョニー・トー     | 大阪アジアン映画祭2010で上映 日本公開 2010年                                 |
| 2011 | 単身男女 独身の行方            | 單身男女 Don't Go Breaking My Heart   | 製作(ジョニー・トーと共同） 脚本(葉天成、張家傑と共同） | ジョニー・トー     | 第6回大阪アジアン映画祭で上映 2012東京・中国映画週間で上映                   |
| 2012 | 高海抜の恋                     | 高海拔之戀II Romancing In Thin Air    | 製作(ジョニー・トーと共同） 脚本(遊乃海と共同）         | ジョニー・トー     | 第7回大阪アジアン映画祭で上映                                                |
| 2013 | ドラッグ・ウォー 毒戦          | 毒戰 Drug War                         | 製作(ジョニー・トーと共同） 脚本(遊乃海ほかと共同）     | ジョニー・トー     | 第8回大阪アジアン映画祭で上映（映画祭時のタイトルは「毒戦」） 日本公開2014年 |
| 2013 | 名探偵ゴッド・アイ             | 盲探 Blind Detective                  | 製作(ジョニー・トーと共同） 脚本(遊乃海ほかと共同）     | ジョニー・トー     | 日本公開2013年                                                               |
| 2014 | 単身男女2                      | 單身男女2 Don't Go Breaking My Heart2 | 製作(ジョニー・トーと共同） 脚本(陳偉斌、余曦と共同）   | ジョニー・トー     | 第10回大阪アジアン映画祭で上映予定                                           |

## 短編作品
- 2003年 『1:99電影行動』「狂想曲」（原題：1:99電影行動「狂想曲」）(ジョニー・トーと共同監督）※劇場未公開/DVDのみ

## おもな受賞
一個字頭的誕生（原題）※日本未公開
- 第4回香港電影評論学会大奨（1997年）推薦電影

ロンゲスト・ナイト
- 第5回香港電影評論学会大奨（1998年）推薦電影

デッドポイント〜黒社会捜査線〜
- 第5回香港電影評論学会大奨（1998年）推薦電影

Needing You
- 第7回香港電影評論学会大奨（2000年）推薦電影

アンディ・ラウの麻雀大将
- 第9回香港電影評論学会大奨（2002年）推薦電影

マッスルモンク
- 第23回香港電影金像奨（2004年）最優秀映画賞/脚本賞
- 第10回香港電影評論学会大奨（2003年）最優秀脚本賞/推薦電影
- 第9回香港電影金紫荊奨（2004年）十大華語片

MAD探偵 7人の容疑者
- 第14回香港電影評論学会大奨（2007年）最優秀脚本賞/推薦電影
- 第27回香港電影金像奨（2008年）最優秀脚本賞
- 第2回アジア・フィルム・アワード(2008年) 最優秀脚本賞
- 第8回華語電影傳媒大奨（中国語映画メディア大賞）(2008年) 最優秀脚本賞

再生號（原題）※日本未公開
- 第16回香港電影評論学会大奨（2009年）最優秀脚本賞/推薦電影

神探大戦
- 第41回香港電影金像奨（2023年）最優秀脚本賞/最優秀脚本賞(陳偉斌、麥天樞と共同脚本)